# Erik Jansson
Erik Jansson (* 14. Mai 1907 in Sundborn; † 14. Juli 1993 in Uppsala) war ein schwedischer Radrennfahrer und nationaler Meister im Radsport.

## Sportliche Laufbahn
Jansson war Teilnehmer der Olympischen Sommerspiele 1928 in Amsterdam. Im olympischen Straßenrennen wurde er beim Sieg von Henry Hansen 14. Die schwedische Mannschaft mit Jansson, Gösta Carlsson, Georg Johnsson und Hjalmar Pettersson gewann in der Mannschaftswertung gewann Bronze.
Im Olympiajahr gewann er einen nationalen Titel. Er siegte in der Mannschaftswertung des Einzelzeitfahrens (wie auch noch 1929 und 1931). In der Mannschaftswertung in den Wettbewerben des Bahnradsportes bei den Nordischen Meisterschaften gewann er ebenfalls Gold. 1936 siegte er in der Mälaren-Rundt. 1948 gewann er das Eintagesrennen Östgötaloppet.